# Mintopola braziliensis
Mintopola braziliensis är en fjärilsart som beskrevs av William Schaus 1899. Mintopola braziliensis ingår i släktet Mintopola och familjen björnspinnare. Inga underarter finns listade i Catalogue of Life.